# 阿耳忒弥斯冕状物
阿耳忒弥斯冕状物（英語：Artemis Corona）是在金星阿佛洛狄忒高地发现的一座冕状物，地理坐标南纬35°、东经135°。
它被命名为阿耳忒弥斯，希腊神话中的狩猎女神，它是金星上最大的冕状物，直径达2600公里。
1. ↑  "Artemis Corona". Gazetteer of Planetary Nomenclature. USGS Astrogeology Research Program.